# Ronald Villalba
Ronald Daniel Villalba Argüello (San Lorenzo, Departamento Central, Paraguay, 13 de julio de 1983) es un futbolista paraguayo. Juega de delantero y actualmente se desempeña en el Club Sportivo San Lorenzo de Paraguay.

## Clubes
| Club                 | País     | Año           |
| -------------------- | -------- | ------------- |
| Olimpia              | Paraguay | 2004          |
| General Caballero    | Paraguay | 2005          |
| 12 de Octubre        | Paraguay | 2006          |
| Sportivo Trinidense  | Paraguay | 2007          |
| Sportivo Luqueño     | Paraguay | 2007          |
| Deportivo Azogues    | Ecuador  | 2008          |
| Deportes La Serena   | Chile    | 2009-2010     |
| Tacuary              | Paraguay | 2010-2011     |
| Sportivo San Lorenzo | Paraguay | 2012-Retirado |